# 毛冠水锦树
毛冠水锦树（学名：Wendlandia tinctoria sp. affinis）为茜草科水锦树属下的一个亚种。